# Тефік Мборджа
Тефік Селім Мборджа (алб. Tefik Selim Mborja) (6 листопада 1891 Мборє, вілаєт Монастир, Османська імперія — 1 липня 1954 Буррель Народна Соціалістична Республіка Албанія) — албанський політик, дипломат, більш відомий як міністр колаборант під час окупації Албанії Італією і під владою Німеччини у часи Другої світової війни.
Був членом Національної фашистської партії та обіймав посаду генерального секретаря Албанської фашистської партії під час Другої світової війни. 

## Біографія
Тефік Мборджа народився в 1888 році в Мборє, вілаєт Монастір, Османська імперія (сьогодні Албанія).
Мборджа був членом парламенту в міжвоєнні роки. Будучи рішучим противником короля Ахмета Зогу, він підтримував Фан Нолі одного з засновників Албанської Церкви.
Мборджа був представником Нолі в Римі з 1924 року.Йому було доручено встановити дипломатичні відносини з Радянським Союзом, і з цією метою він спілкувався з радянським представником у Римі Костянтином Юреневим. В Італії він потоваришував з родиною графа Галеаццо Чіано більш відомого як зятя Беніто Муссоліні.  Він вивчав юриспруденцію в Римі. 
Після вторгнення італійських військ до Албанії в 1939 році, Тимчасовий комітет Албанії призначив Мборджу новим префектом провінції Корча .  Коли протягом місяця після вторгнення була заснована Албанська фашистська партія, Віктор Еммануїл III призначив Мборджу генеральним секретарем партії. Головними критеріями його висування були зв'язки з родиною Чіано, які він розвивав у 1920-х роках за для покращення відносин як між двома країнами так і між лідерами.
Як генеральний секретар Албанської фашистської партії, Мборджа був включений до складу албанського уряду на посаді міністра.  Завдяки своїй посаді в уряді, Мборджа мав змогу здійснювати певний політичний вплив на політику уряду.Однак італійські фашисти зберегли право вето щодо дій албанської партії, а роботу Мборджі контролював Джованні Джіро (генеральний інспектор партії та близький соратник Беніто Муссоліні).
Теоретично, згідно з його офіційною біографією,Мборджа мав бути включений до керівництва Італійської фашистської партії, хоча було неясно, на якій саме посаді. 29 травня 1939 року його було призначено членом Італійської палати фасцій та корпорацій, а також Центральної ради корпоративної економіки. 
У грудні 1944 року Тефіка Мборджу було заарештовано албанськими комуністами та засуджено до 20 років ув'язнення Спеціальним судом навесні 1945 року.Під час перебування у в'язниці його отруїли,там він і помер у 1954 році. 